# پایگاه نیروی هوایی مک‌دیل
پایگاه نیروی هوایی مک‌دیل (به انگلیسی: MacDill Air Force Base) یک فرودگاه پایگاه نیروی هوایی است . این فرودگاه در شهر تمپا، فلوریدا کشور ایالات متحده آمریکا قرار دارد .